# Samtgemeinde Nord-Elm
De Samtgemeinde Nord-Elm is een samenwerkingsverband (Samtgemeinde) van zes kleinere gemeenten in het Landkreis Helmstedt in de Duitse deelstaat Nedersaksen. Gezamenlijk hebben de gemeenten nog geen 6.000 inwoners.

## Deelnemende gemeenten
- Frellstedt
- Räbke
- Süpplingen
- Süpplingenburg
- Warberg
- Wolsdorf